# Albertavenator curriei
Albertavenator curriei — вид ящеротазових динозаврів родини Троодонтиди (Troodontidae), який існував у кінці крейдового періоду у Північній Америці. Викопні рештки виду дослідники виявили у відкладеннях формації Каньйон Підкови у провінції Альберта, Канада. Вид назвали на честь канадського палеонтолога Філіпа Каррі.
Палеонтологи провели аналіз решток і з'ясували, що динозавр був покритий пір'ям, ходив на двох ногах, важив приблизно 60 кг, а у висоту досягав двох метрів. Також палеонтологи припускають, що у динозавра було змішане харчування; раціон складався з м'яса і рослин.